# Síndrome de Zollinger-Ellison
El síndrome de Zollinger-Ellison es
un padecimiento causado por un tumor que se llama gastrinoma, se localiza generalmente en el páncreas o duodeno y produce altos niveles de gastrina en la sangre.

## Historia
Este síndrome fue descrito en 1955 por los cirujanos  Robert Zollinger y Edwin Ellison, de la Ohio State University.

## Causas, incidencia y factores de riesgo
El síndrome de Zollinger- Ellison es causado por tumores que usualmente están localizados en la cabeza del páncreas y en el intestino delgado superior. Estos tumores producen la hormona gastrina y se denominan gastrinomas. Los altos niveles de gastrina ocasionan sobreproducción de ácido estomacal.
Los altos niveles de ácido provocan úlceras múltiples en el estómago y en el intestino delgado. Los pacientes con el síndrome de Zollinger- Ellison pueden experimentar dolor abdominal y diarrea. El diagnóstico se sospecha en pacientes que presentan ulceración severa en el estómago y en el intestino delgado. 
Los gastrinomas aparecen como tumores únicos o como pequeños tumores múltiples. Entre la mitad y dos tercios de los gastrinomas únicos son tumores malignos que comúnmente se diseminan al hígado y a los ganglios linfáticos cercanos. Casi el 25% de los pacientes con gastrinomas tienen tumores múltiples como parte de una condición denominada neoplasia endocrina múltiple tipo I (MEN I). Los pacientes con MEN I tienen tumores en la glándula pituitaria (cerebro) y en las glándulas paratiroides (cuello), además de tumores en el páncreas.

## Síntomas
- Dolor Abdominal
- Diarrea
- Hematemesis (poco frecuente).

## Signos y exámenes
- El nivel de gastrina está elevado.
- Prueba de estimulación de secretina positiva.
- Prueba de infusión de calcio positiva.
- TAC abdominal muestra un tumor (o tumores) en el páncreas o en el intestino delgado proximal.
- Gammagrafía con octreotida sugerente de tumor en el páncreas o intestino delgado prematuro.
- La cirugía exploratoria evidencia tumor sugerente de gastrinoma, biopsia positiva.

## Tratamiento
El tratamiento sintomático a elección es un tipo de medicamentos supresores de ácido denominados inhibidores de la bomba de protones (como el omeprazol, el pantoprazol, el lansoprazol, el esomeprazol) son ahora tratamiento de primera línea para el síndrome de Zollinger-Ellison. Estos medicamentos reducen significativamente la producción de ácido del estómago y favorecen la curación de las úlceras gástricas o del intestino delgado, al igual que brindan alivio al dolor abdominal.
La extirpación quirúrgica de un gastrinoma único es el tratamiento curativo por excelencia y se puede intentar si no existe evidencia de que éste se ha diseminado a otros órganos (como los ganglios linfáticos o el hígado). La cirugía del estómago (gastrectomía) para controlar la producción de ácido rara vez es necesaria en la actualidad.

## Expectativas (pronóstico)
El diagnóstico y resección quirúrgica oportunos están asociados con una tasa de curación de sólo el 20 o el 25%. Sin embargo, los gastrinomas tienen un crecimiento lento y los pacientes pueden vivir durante muchos años después de que el tumor se ha descubierto. Los medicamentos supresores de ácido son muy efectivos para controlar los síntomas de la sobreproducción de ácido.

## Complicaciones
Diseminación del tumor hacia otros órganos (más a menudo hacia el hígado y los ganglios linfáticos), imposibilidad de localizar el tumor durante la cirugía, sangrado o perforación intestinal a partir de úlceras en el estómago o el duodeno, pérdida de peso y diarrea graves.